# XenonStack
 (mai 2025).
 (mai 2025).
XenonStack est une fonderie de données spécialisée dans les systèmes agentiques, axée sur la création de plateformes composables permettant aux entreprises de tirer parti de leurs données et de leur infrastructure informatique pour accélérer la prise de décision et améliorer l’expérience utilisateur. L’entreprise a été fondée à l’origine à Chandigarh, Pendjab (Inde), avant de déplacer son siège aux États-Unis,.

## Histoire
XenonStack a été fondée en 2012 sous le nom d’Arcadian Technocrats Consulting Pvt Ltd. par Navdeep Singh Gill et la Dr Jagreet Kaur. En août 2016, l’entreprise adopte le nom de XenonStack,.
Afin de soutenir l’écosystème technologique local, Navdeep Singh Gill a cofondé PyData Chandigarh pour promouvoir l’apprentissage automatique et la science des données, a lancé CNCF Chandigarh pour renforcer la communauté Kubernetes, et a créé Chandigarh.AI pour inciter les jeunes professionnels à explorer les carrières dans le cloud computing, le Big Data et l’intelligence artificielle,.
En 2015–2016, XenonStack a développé Nexastack, une plateforme DevOps pour la livraison continue, qui a ensuite évolué vers une solution d’Infrastructure as Code (IaC),.
Entre 2018 et 2019, l’entreprise a lancé ElixirData, une plateforme d’intégration de données moderne visant à simplifier les flux de données organisationnels. En 2018, NexaStack a été désigné Meilleur Produit de l’Année par le Software Technology Parks of India (STPI) lors d’un événement à Bangalore.
Entre 2020 et 2021, XenonStack a lancé Akira AI, une plateforme MLOps pour automatiser le déploiement et la gestion des modèles d’apprentissage automatique.
En 2023, XenonStack s’est repositionnée en tant que fonderie de données et d’IA axée sur les systèmes agentiques et les plateformes composables, permettant aux entreprises d’optimiser la prise de décision et l’expérience utilisateur à l’aide de l’infrastructure de données. Cette même année, l’entreprise a été classée parmi les 10 fournisseurs de services informatiques gérés les plus fiables en Inde selon l’India Brand Equity Foundation (IBEF),.
En 2025, XenonStack a présenté Nexastack.ai, une plateforme d’inférence unifiée conçue pour déployer tout modèle d’IA sur n’importe quel environnement cloud. De plus, Akira AI est devenu une plateforme agentique unifiée pour le développement de systèmes intelligents et autonomes,. L’entreprise a également annoncé un partenariat stratégique avec un grand fournisseur de services cloud pour renforcer ses capacités en IA agentique.